# Tomáš Šťástka (fotbalista)
Tomáš Šťástka (* 12. března 1975) je bývalý český fotbalista, obránce a záložník.

## Fotbalová kariéra
V české lize hrál za FC Baník Ostrava. Nastoupil v 76 ligových utkáních. Gól v lize nedal. Dále hrál i Izraeli za Rishon Le Zion a v Kazachstánu za Irtyš Pavlodar FK a Yesil Bogatyr Petropavlovsk. V roce 2003 se stal s Pavlodarem mistrem Kazachstánu. V kvalifikaci Ligy mistrů UEFA nastoupil ve 2 utkáních.

## Ligová bilance
| Ročník                 | Zápasy | Góly | Klub             |
| ---------------------- | ------ | ---- | ---------------- |
| Gambrinus liga 1997/98 | 10     | 0    | FC Baník Ostrava |
| Gambrinus liga 1998/99 | 24     | 0    | FC Baník Ostrava |
| Gambrinus liga 1999/00 | 24     | 0    | FC Baník Ostrava |
| Gambrinus liga 2000/01 | 18     | 0    | FC Baník Ostrava |
| CELKEM 1. liga ČR      | 76     | 0    |                  |